# Кристиан Мец
Кристиан Мец (на френски: Christian Metz, р. 12 декември 1931 – п. 7 септември 1993) е френски филмов теоретик, известен с приложението на семиологичната теория на Фердинанд дьо Сосюр към филма.

## Биография
Мец е роден в Безие. През 1970-те години изследванията му оказват голямо влияние върху филмовата теория във Франция, Великобритания, Латинска Америка и САЩ.
Българският семиотик и филмов теоретик проф. Ивайло Знеполски пише:
| „ | „Неговата студия „Киното: Език или езикова дейност“ е сочена като първата значителна проява на раждащата се дисциплина семиотика на киното. Мец е първият теоретик, който систематично и последователно, на широк фронт прилага понятията и методите на съвременната теоретична лингвистика при анализа на киното“. | “ |

Мец прилага психоанализата на Зигмунд Фройд и „огледалната теория“ на Жак Лакан върху киното, като предлага разбирането, че причината за популярността на филма като форма на изкуство се крие в способността му да бъде едновременно несъвършено отражение на реалността и метод за спускане дълбоко в несъзнаваното.
Умира в Париж.

## Избрана библиография
- Essai sur la signification au cinéma I (1968)
- Langage et cinéma (1971)
- Essai sur la signification au cinéma II (1973)
- Le Signifiant imaginaire: psychanalyse et cinéma (1977)
- Essais sémiotiques (1977)

### На български
- „Из „Реч и кино“ (превод Надя Дионисиева). – В: Из историята на филмовата мисъл. Антология. Съст. Проф. Ивайло Знеполски. Ч.2, София: Наука и изкуство, 1988, с.512-610

## За него
- ((fr)) M. Marie e M. Vernet (ред.), Christian Metz et la théorie du cinéma, Editions Méridiens Klincksieck, Paris 1990
- ((en)) R.T. Eberwein „Christian Metz“. – В: P. Lehman (ред.), Defining Cinema, The Athlone Press, London 1997, pp. 189-206
- ((en)) L. Block de Behar (ред.), Semiotica. 112, 1-2, 1996 (специална книжка, посветена на Кристиан Мец)